# Казанка (Сухолозький міський округ)
Каза́нка (рос. Казанка) — присілок у складі Сухолозького міського округу Свердловської області.
Населення — 65 осіб (2010, 67 у 2002).
Національний склад населення станом на 2002 рік: росіяни — 90 %.